# 훌리오 코보스

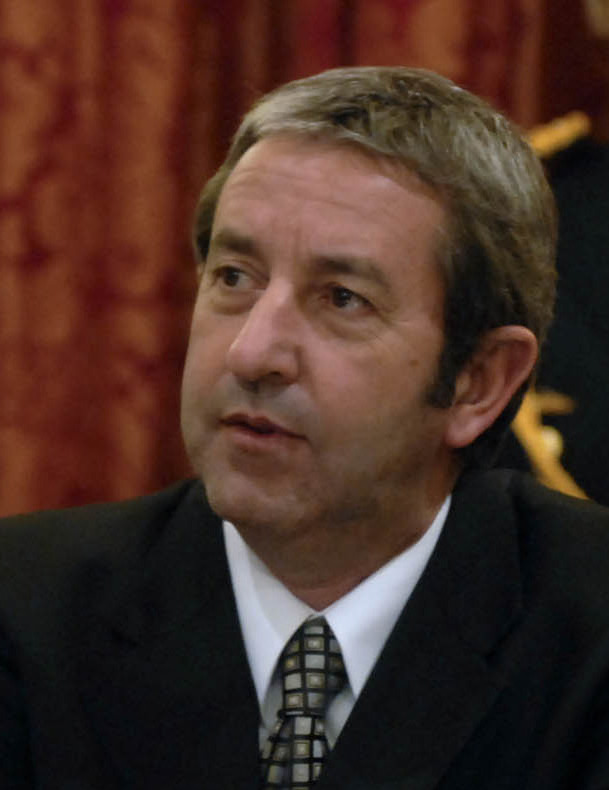
훌리오 코보스

훌리오 코보스 (Julio César Cleto Cobos, 1955년 4월 30일 ~ )는 아르헨티나의 정치인이며 현재 아르헨티나의 부통령으로 재임 중이다. 1991년에 급진시민연합 (Unión Cívica Radical)의 당원으로서 정치 활동을 시작했으며, 1999년부터 2000년까지 멘도사주 정부에서 환경 공무 장관으로서 공직 생활을 했다. 1997년부터 2003년까지 아르헨티나 국립 기술 대학교 멘도사 지역 학부의 학장직을 수행했다. 2003년에 멘도사 주의 주지사가 됐다. 2007년 승리를 위한 전선 (Frente para la Victoria)의 대통령 후보 크리스티나 페르난데스의 런닝 메이트로 대통령 선거에 참가했으며, 이로 인해 급진시민연합당에서 쫓겨났다. 대통령 선거에서 크리스티나가 승리한 뒤 훌리오 코보스는 2007년 12월에 부통령 겸 상원의장이 되었다. 2008년 7월 17일 정부가 추진하는 농산물 수출세 인상 법안에 대한 상원의 표결에서 재적 72명 중 찬성과 반대가 36명씩 동수를 이루자, 상원의장으로서 결정권을 가진 훌리오 코보스는 정부의 반대편인 농업인의 손을 들어 주었다. 2010년 초, 2011년 대통령 선거 후보로 출마를 선언했고 2010년 7월에 급진시민연합당으로 복당했다.

## 역대 선거 결과
| 선거명      | 직책명              | 대수 | 정당         | 득표율 | 득표수      | 결과 | 당락 |
| ----------- | ------------------- | ---- | ------------ | ------ | ----------- | ---- | ---- |
| 2007년 선거 | 아르헨티나의 부통령 | 34대 | 급진시민연합 | 45.28% | 8,652,293표 | 1위  |      |